# Темп (музыка)

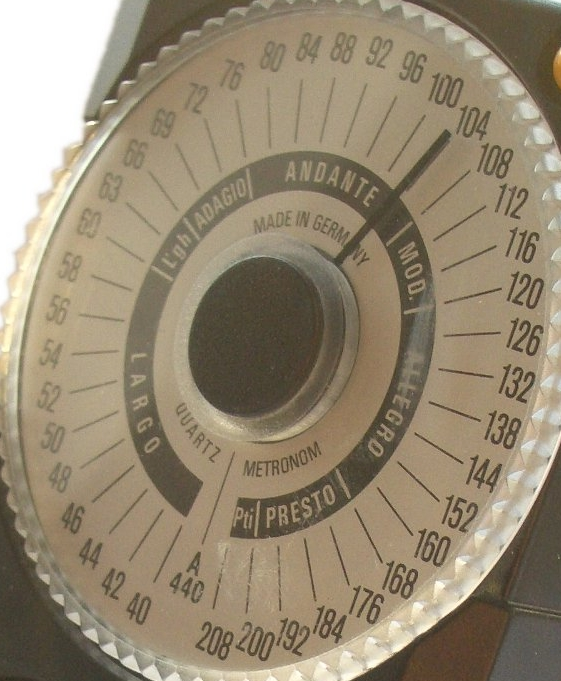
Электронный метроном

Темп (итал. tempo от лат. tempus время, нем. Zeitmaß) — мера времени в музыке, упрощённо — «скорость исполнения музыки».

## Краткая характеристика
По отношению к классико-романтическому периоду истории (середина XVIII в. — начало XX в.) темп всегда трактуется в связке с метром, например, как «скорость движения в музыке, определяемая числом метрических долей в единице времени». При этом проблема темпа существует даже в той музыке (григорианская секвенция «Dies irae», органумы Перотина, мессы Дюфаи, мадригалы Монтеверди и сотни других примеров в модальной нотации и в мензуральной нотации), по отношению к которой говорить о «метрике» не принято.
Начиная с XVII века (первые указания на темп у испанских виуэлистов Луиса де Милана и Луиса де Нарваэса относятся к XVI в.) композиторы всё более последовательно снабжают свою музыку клишированными «темповыми» инструкциями («весело», «протяжно», «умеренно» и т. д.), которые являются скорее указанием на этос (характер) музыки, чем однозначными предписаниями «скорости». Несмотря на композиторские уточнения темпов, нараставшие с конца XVIII века (хрестоматийный пример — метрономические обозначения в поздних автографах Л. ван Бетховена, в XX веке — многочисленные уточнения темпа в рукописях И. Ф. Стравинского), вопрос о «правильном» темпе того или иного музыкального произведения (или его части) по сей день остаётся излюбленным предметом обсуждения исполнителей, слушателей и критики. Особенную остроту он приобретает в том случае, когда темповые инструкции композитора отсутствуют (как это часто бывает в музыке барокко, например, у И. С. Баха), либо они есть, но сделаны намеренно неточно и реферируют не «число долей», а этос. Например, ария баса «Mache dich, mein Herze, rein» из «Страстей по Матфею» Баха в аудиозаписи О. Клемперера (1961) звучит 10'18", а в интерпретации Дж. Э. Гардинера (1988) почти в два раза быстрее (5'57"). Финал Бранденбургского концерта № 3 (авторская ремарка Allegro) в исполнении Берлинского филармонического оркестра с Г. фон Караяном (1965) звучит 5'52", а в исполнении кёльнского барочного оркестра «Musica antiqua» под управлением Р. Гёбеля (1986) тот же финал длится 3'58".
Хотя точное измерение скорости музыки (количество ударов в единице времени) вполне возможно с помощью метронома, в «живой» музыке (то есть не электронно-механической, где количество долей в единице времени устанавливается однозначно, например, на драм-машине) темп, как правило, строго не выдерживается. Исполнитель замедляет (rallentando), ускоряет (accelerando) или играет/поёт намеренно неровно (знаменитое rubato романтиков, см. также Агогика) по своему усмотрению, в зависимости от индивидуального ощущения. Имея в виду такое «ощущение», исследователи так описывают темп:

Темп — совокупность всех факторов музыкального опуса — обобщённое восприятие [мелодического] тематизма, ритмики, артикуляции, «дыхания», гармонических последовательностей, тонального движения, контрапункта. <…> Темп <…> есть приведение этого сложного гештальта к скорости per se, скорости, которая, объединяя различные элементы музыки, даёт им возможность развернуться с надлежащим чувством.Оригинальный текст (англ.)Tempo is a consequence of the sum of all factors within a piece — the overall sense of a work’s themes, rhythms, articulations, “breathing,” motion, harmonic progressions, tonal movement, contrapuntal activity … Tempo … is a reduction of this complex Gestalt into the element of speed per se, a speed that allows the overall, integrated bundle of musical elements to flow with a rightful sense.— Дэвид Эпштейн

## Традиционные обозначения темпа
Основной темп (в порядке возрастания): граве, лярго/ларго, адажио, ленто (медленные темпы); анданте, модерато (средние темпы); анимато, аллегро, виво, престо (быстрые темпы). Некоторые жанры (марш, вальс) характеризуются разным темпом.

## Темповые обозначения
| Итальянский                      | Немецкий                              | Французский       | Английский                                            | Русский                                                   | Метроном по Мальтеру |
| -------------------------------- | ------------------------------------- | ----------------- | ----------------------------------------------------- | --------------------------------------------------------- | -------------------- |
| grave                            | schwer, ernst, langsam und schleppend | gravement         | heavily, seriously                                    | очень медленно, значительно, торжественно, тяжело         | ♩ = 40—48            |
| largo                            | breit                                 | large             | broadly                                               | широко, очень медленно                                    | ♩ = 44—52            |
| largamente                       | weit, in weiten Abständen             | largement         | broadly                                               | протяжно                                                  | ♩ = 46—54            |
| adagio                           | gemächlich                            | à l'aise          | («at ease») easily, unhurried                         | медленно, спокойно                                        | ♩ = 48—56            |
| lento                            | langsam                               | lent              | slowly                                                | медленно, слабо, тихо, скорее, чем largo                  | ♩ = 50—58            |
| lentamente                       | langsam                               | lent              | slowly                                                | медленно, слабо, тихо, скорее, чем lento                  | ♩ = 52—60            |
| larghetto                        | mäßig langsam                         | un peu lent       | somewhat faster than largo                            | довольно широко                                           | ♩ = 54—63            |
| andante assai                    | sehr gehend                           | un peu lent       | somewhat slower than andante                          | очень спокойным шагом                                     | ♩ = 56—66            |
| adagietto                        | mäßig gemächlich                      | un peu à l'aise   | somewhat faster than adagio                           | довольно медленно, но подвижнее, чем adagio               | ♩ = 58—72            |
| andante                          | gehend, fließend                      | allant            | («walking») flowing                                   | умеренный темп, в характере шага (букв. «идя»)            | ♩ = 58—72            |
| andante maestoso                 | gehend, fließend erhaben              | allant            | in a majestic and stately manner                      | торжественным шагом                                       | ♩ = 60—69            |
| andante mosso                    | gehend, fließend bewegt               | allant            | with motion or animation                              | оживлённым шагом                                          | ♩ = 63—76            |
| comodo, comodamente              | bequem, gemächlich, gemütlich         | commode           | convenient (pace)                                     | удобно, непринуждённо, не спеша                           | ♩ = 63—80            |
| andante non troppo               | bequem, gemächlich, gemütlich         | pa trop d'allant  | andante, but not too much                             | небыстрым шагом                                           | ♩ = 66—80            |
| andante con moto                 | bequem, gemächlich, gemütlich         | allant mouvementé | andante, but with motion                              | непринуждённо, не спеша                                   | ♩ = 69—84            |
| andantino                        | etwas gehend, etwas fließend          | un peu allant     | somewhat close to andante (somewhat faster or slower) | скорее, чем andante, но медленнее, чем allegretto         | ♩ = 72—88            |
| moderato assai                   | sehr mäßig                            | un peu modéré     | somewhat slower than moderato                         | очень умеренно                                            | ♩ = 76—92            |
| moderato                         | mäßig                                 | modéré            | moderately, neither slow nor fast                     | умеренно, сдержанно, средний темп между andante и allegro | ♩ = 80—96            |
| con moto                         | mit Bewegung                          | mouvementé        | with motion                                           | с движением                                               | ♩ = 84—100           |
| allegretto moderato              | mäßig bewegt, mäßig lustig            | un peu animé      | somewhat slower than allegretto                       | умеренно оживлённо                                        | ♩ = 88—104           |
| allegretto                       | mäßig bewegt, mäßig lustig            | un peu animé      | somewhat slower than allegro                          | медленнее, чем allegro, но скорее, чем andante            | ♩ = 92—108           |
| allegretto mosso                 | mäßig bewegt, mäßig lustig            | un peu animé      | somewhat faster than allegretto                       | быстрее, чем allegretto                                   | ♩ = 96—112           |
| animato                          | bewegt, lustig                        | animé             | animated; lively                                      | оживлённо                                                 | ♩ = 100—116          |
| animato assai                    | bewegt, lustig                        | animé             | very much animated; quite lively                      | очень оживлённо                                           | ♩ = 104—120          |
| allegro moderato                 | bewegt, lustig                        | animé             | quite lively, cheerful and quickly                    | умеренно быстро                                           | ♩ = 108—126          |
| tempo di marcia                  | marschieren                           | marcher au pas    | marching                                              | в темпе марша                                             | ♩ = 112—126          |
| allegro ma non troppo            | bewegt, lustig                        | pa trop d'animé   | lively, cheerful and quickly, but not too much        | скоро, но не слишком                                      | ♩ = 116—132          |
| allegro tranquillo               | bewegt, lustig                        | animé tranquille  | lively, cheerful and quickly, but calm                | скоро, но спокойно                                        | ♩ = 116—132          |
| allegro                          | bewegt, lustig                        | animé             | lively, cheerful and quickly                          | скорый темп (буквально: «весело»)                         | ♩ = 120—144          |
| allegro molto                    | sehr bewegt, sehr lustig              | très animé        | lively, cheerful and quickly                          | весьма скоро                                              | ♩ = 138—160          |
| allegro assai                    | sehr bewegt, sehr lustig              | très animé        | lively, cheerful and quickly                          | весьма скоро                                              | ♩ = 144—168          |
| allegro agitato, allegro animato | sehr bewegt, sehr lustig              | très animé        | lively, cheerful and quickly                          | весьма скоро, взволнованно                                | ♩ = 152—176          |
| allegro vivace                   | sehr bewegt, sehr lustig              | très animé        | lively, cheerful and quickly                          | значительно скоро, почти vivo                             | ♩ = 160—170          |
| vivo                             | lebhaft                               | vif               | lively and fast                                       | живо                                                      | ♩ = 160—176          |
| vivace                           | sehr lebhaft                          | vif               | lively and fast                                       | очень живо                                                | ♩ = 176—192          |
| presto                           | rasch                                 | vite              | fast                                                  | быстро                                                    | ♩ = 184—200          |
| prestissimo(possible)            | sehr rasch                            | très vite         | very fast                                             | очень быстро (предельно)                                  | ♩ = 192—208 (и выше) |